# Microvision
Microvision – pierwsza przenośna konsola do gier wykorzystująca wymienne kartridże z grami. Została wyprodukowana przez firmę Milton Bradley w 1979. Zaprojektował ją Jay Smith, który później pracował również nad konsolą Vectrex. W ciągu jednego roku firma zarobiła na produkcji konsoli i gier 8 mln dolarów. Jednak mała liczba gier i słabe parametry wyświetlacza spowodowały, że w 1982 zaprzestano jej produkcji.
Proces technologiczny wykorzystany do produkcji wyświetlacza był bardzo prymitywny w stosunku do dzisiejszych standardów co powodowało, że wyświetlacz szybko stawał się ciemny uniemożliwiając grę. Pogorszenie jakości wyświetlacza było również spowodowane przez wysoką temperaturę kiedy konsola była pozostawiona w nasłonecznionym miejscu.
Drugim szkodliwym czynnikiem były wyładowania elektrostatyczne. Główny problem tkwił w tym że kartridż z grą posiadał mikroprocesor, który nie posiadał zabezpieczenia przed takimi wyładowaniami. Był bezpośrednio połączony z miedzianymi wyprowadzeniami kartridża tzw. pinami i przez to łatwo było go uszkodzić w momencie wkładania kartridża do gniazda w konsoli.
Konsola posiada pokrętło sterujące (paddle) oraz klawiaturę składającą się z 12 przycisków ukrytych pod grubą warstwą elastycznego tworzywa sztucznego. Każdy kartridż z grą posiada nakładkę z przyciskami wykorzystywanymi tylko w danej grze.
Pierwsze kartridże zawierały procesor Intel 8021 lub Texas Instruments TMS1100. Jednak ze względów ekonomicznych firma Milton Bradley zdecydowała się na wykorzystanie tylko jednego procesora TMS1100, mniej zaawansowanego technologicznie, ale posiadającego więcej pamięci oraz mniejszy pobór mocy. Z powodu większego poboru mocy przez procesor Intela pierwsze wersje konsoli były zasilane dwiema bateriami a późniejsze miały tylko jedną baterię.
Konsola pojawiła się w filmie Piątek, trzynastego II  (Friday the 13th part 2) z 1981.

## Dane techniczne
- Procesor: Intel 8021 8-bit / Texas Instruments TMS1100 4-bit 100 kHz (na kartridżu)
- Grafika: LCD 16 × 16 pikseli
- RAM: 32 półbajty (16 8-bitowych bajtów, zintegrowane z procesorem)
- ROM: 2 kB
- Dźwięk: brzęczyk piezoelektryczny
- Video Display Processor: różne wersje wyprodukowane przez firmę Hughes
- Zasilanie: jedna bateria 9 V (procesor TMS1100), dwie baterie 9 V (procesor Intel 8021)
- Warunki pracy: 0–40 °C

Lista gier dla konsoli Microvision. Inne podobne listy gier znajdują się pod hasłem Listy gier komputerowych i konsolowych.
- Alien Raiders (Niemcy – Blitz!, Francja – Blitz) (1981)
- Barrage (1982)
- Baseball (1980)
- Block Buster (Niemcy – Blockbuster, Francja – Demolisseur) (1979)
- Bowling (1979)
- Connect Four (Niemcy – 4 Gewinnt, Francja – Puissance 4, Włochy – Forza 4) (1979)
- Cosmic Hunter (1981)
- Mindbuster (1979)
- Pinball (Francja – Billard, Włochy – Flipper Electronique) (1979)
- Phaser Strike
- Sea Duel (Niemcy – See-Duell, Włochy – Duello sul Mare) (1980)
- Star Trek Phaser Strike (Niemcy, Włochy – Shooting Star, Francja – Cannon Phaser) (1979)
- Super Block Buster (1982)
- Vegas Slots (1979)